# Leszek Marsz
Leszek Marsz (ur. 7 stycznia 1949 w Gdyni) – polski żużlowiec.
Sport żużlowy uprawiał w latach 1968–1979, przez całą karierę reprezentując barwy klubu Wybrzeże Gdańsk.
Srebrny medalista drużynowych mistrzostw Polski (1978). Dwukrotny brązowy medalista młodzieżowych indywidualnych mistrzostw Polski (Zielona Góra 1970, Leszno 1972). Dwukrotny finalista indywidualnych mistrzostw Polski (Rybnik 1973 – XI miejsce, Gorzów Wielkopolski 1974 – XIII miejsce). Dwukrotny finalista mistrzostw Polski par klubowych (Leszno 1975 – VI miejsce, Gdańsk 1976 – IV miejsce). Dwukrotny finalista turniejów o "Złoty Kask" (1973 – XV miejsce, 1976 – XIX miejsce). Trzykrotny finalista turniejów o "Srebrny Kask" (1969 – VI miejsce, 1970 – III miejsce, 1971 – IX miejsce). Zdobywca II miejsca w Memoriale Zbigniewa Raniszewskiego (Bydgoszcz 1973).